# Stowell (Texas)
Stowell es un lugar designado por el censo ubicado en el condado de Chambers en el estado estadounidense de Texas. En el Censo de 2010 tenía una población de 1756 habitantes y una densidad poblacional de 66,18 personas por km².

## Geografía
Stowell se encuentra ubicado en las coordenadas 29°47′4″N 94°22′46″O / 29.78444, -94.37944. Según la Oficina del Censo de los Estados Unidos, Stowell tiene una superficie total de 26.53 km², de la cual 26.03 km² corresponden a tierra firme y (1.91%) 0.51 km² es agua.

## Demografía
Según el censo de 2010, había 1756 personas residiendo en Stowell. La densidad de población era de 66,18 hab./km². De los 1756 habitantes, Stowell estaba compuesto por el 57.63% blancos, el 21.7% eran afroamericanos, el 0.57% eran amerindios, el 0.06% eran asiáticos, el 0% eran isleños del Pacífico, el 18.39% eran de otras razas y el 1.65% pertenecían a dos o más razas. Del total de la población el 30.87% eran hispanos o latinos de cualquier raza.